# Anon Amornlerdsak
Anon Amornlerdsak (thailändisch อานนท์ อมรเลิศศักดิ์, * 6. November 1997 in Mae Rim), auch als Non (thailändisch นนท์) bekannt, ist ein thailändischer Fußballspieler.

## Karriere

### Verein
Anon Amornlerdsak erlernte das Fußballspielen in den Jugendmannschaften des Christ FC und Buriram United. Bei Buriram Untied unterschrieb er 2014 auch seinen ersten Profivertrag. Der Verein aus Buriram spielte in der höchsten Liga des Landes, der Thai Premier League. Der Vertrag hatte eine Laufzeit bis 2018. 2014 wurde er an den Surin City FC nach Surin ausgeliehen. Der Verein spielte in der dritten Liga, der Regional League Division 2, in der North/Eastern–Region. Der Ligakonkurrent Bangkok Glass lieh in 2018 aus. Nach Vertragsende 2018 wechselte er zum ebenfalls in der ersten Liga spielenden Bangkok United nach Bangkok. Zur Rückrunde 2022/23 wechselte er im Dezember 2022 auf Leihbasis zum Ligakonkurrenten Ratchaburi FC. Nach zwölf Erstligaspielen für den Verein aus Ratchaburi kehrte er im Sommer nach Bangkok zurück. Im Januar 2025 wurde er bis Saisonende an den ebenfalls in der ersten Liga spielenden Port FC verliehen. Für den Hauptstadtverein bestritt er sieben Ligaspiele. Der Erstligist Rayong FC lieh ihn im Sommer 2025 aus.

### Nationalmannschaft
Von 2015 bis 2016 spielte Anon Amornlerdsak 10-mal in der thailändischen U19-Nationalmannschaft. 2018 stand er einmal für die U21-Nationalmannschaft auf dem Platz. Siebenmal spielte er für die U23-Nationalmannschaft. Seit 2018 spielt er für die thailändische Nationalmannschaft. Sein Länderspieldebüt gab er am 11. Oktober 2018 in einem Freundschaftsspiel gegen Hongkong.

## Erfolge

### Verein
Buriram United
- Thailändischer Meister: 2015, 2016
- Thailändischer Pokalsieger: 2015
- Toyota Premier Cup: 2016
- Mekong Club Championship: 2015, 2016

Bangkok United
- Thailändischer Vizemeister: 2023/24

### Nationalmannschaft
Thailand U-19
AFF U-19 Youth Championship: 2015